# 심운영
심운영(중국어 간체자: 沈云英, 정체자: 沈雲英, 병음: Shen Yunying), 아명 심관제(沈官弟)는 17세기 중국 명나라의 여장군이다. 절강성 소산부 소산현(현 저장성 항저우시 샤오산구) 출신으로 본관은 장항 심씨이다. 호광영주부도주에서 명나라에 맞서 반란을 일으킨 요족 군대를 물리쳐 도시를 수호했다. 남편 가만책이 형주에서 전사한 후 벼슬을 그만두고 교사로 자급자족하다가 순치 16년(1660년)에 세상을 떠났다.

## 생애
심운영은 천계 4년(1624년) 절강성 소산부 소산현에서 심지서의 딸로 태어났다. 그녀는 어린 시절부터 큰 키를 지녔고 성격이 온순하여 독서를 좋아했으며, 특히 무술에 관심이 많아 무술 관련 도서를 많이 읽었지만 재능이 없어 궁술과 승마에 소질이 없었다.
성장한 그녀는 호남성에서 장헌충(1605-1647) 휘하의 도적에게 맞서 싸웠다. 숭정 11년(1638년) 호광성 등지의 요족 반군이 도주를 공격하자 심지서는 적을 험한 지형에서 포위섬멸하려 했으나 채관치가 일부러 원군을 보내지 않자 고군분투하다 결국 전사하였다. 심운영은 급히 10여명의 사병을 거느리고 적을 야습하여 30명가량 적병의 목을 베고 아버지의 시신을 회수하였으며, 또 대대적으로 영문을 열고 결전을 준비하는 모습을 보이자 적들은 황급히 퇴각하였다. 전쟁이 끝난 후 심운영은 아버지의 공적을 보고하는 동시에 채관치를 상관에 대한 태만죄로 고발하였는데, 채관치가 동림당의 명신(名臣)이었기 때문에 숭정제는 그를 질책만 하고 전출시킨 후 증앵을 후임으로 임명해 3성의 병마를 조달시켜 반군을 평정하였으며, 그와 동시에 심지서를 소무장군으로 추숭하고 심운영을 유격장군으로 임명해 병사들을 통솔하게 했다.
숭정 12년(1639년) 양사창 휘하의 도사 가만책이 군무 인수인계 때 심운영(沈雲英)을 알게 되었는데, 마침 가만책의 부인이 세상을 떠나자 그녀를 새 아내로 맞으려고 하였다. 당시 가만책은 이미 40세였고, 심운영은 겨우 18세였기 때문에 심운영의 어머니인 황씨는 둘의 혼인을 반대하였다. 그러나 심운영과의 혼인을 포기하지 않았던 가만책은 백은 천냥을 초례로 내놓았고, 어사를 중매인으로 청하여 결국 숭정 13년(1640년) 봄에 심운영과 혼인하였다. 명대 말기에는 군사 상황이 급박해 자리를 비울 만한 상황이 별로 없었기에 실질적으로 이 둘이 만난 것은 100여일 밖에 되지 않았다. 숭정 15년(1642년) 12월 가만책은 형주에서 전사하였으며, 남편의 사망 소식을 접한 심운영은 군직을 사임하고 귀향하였다.
과부가 된 심운영은 고향으로 돌아온 후 처음에는 여직공으로 자급자족하다가 이후 서당을 설립하였으며, 본족의 자제들만을 대상으로 경사와 서예를 가르쳤다. 유족자 심조양은 그녀에게 《춘추호씨전》을 배우면서 명사가 되었다. 순지 16년(1659년)에 38세의 나이로 사망하였다.